# Sigoulès-et-Flaugeac
Sigoulès-et-Flaugeac é uma comuna francesa na região administrativa da Nova Aquitânia, no departamento da Dordonha. Estende-se por uma área de 18.21 km². Em 2010 a comuna tinha 1 445 habitantes (densidade: 79,4 hab./km²).
Foi criada em 1 de janeiro de 2019, a partir da fusão das antigas comunas de Sigoulès (sede da comuna) e Flaugeac.